# The High Sign
The High Sign és una pel·lícula de comèdia muda estatunidenca de dos rodets del 1921 protagonitzada per Buster Keaton. Fou escrita i dirigida per Keaton i Edward F. Cline. La seva durada és de 21 minuts. Tot i que One Week (1920) va ser el primer curtmetratge independent estrenat de Keaton, The High Sign va ser el primer que es va fer. Decebut amb el resultat, Keaton el va abandonar i la pel·lícula no es va estrenar fins a l'any següent. El títol fa referència al senyal secret de la mà utilitzada per la banda de l'inframón de la pel·lícula.

## Trama
Keaton interpreta a un vagabund que s'entra a treballar en una galeria de tir d'un parc d'atraccions. Creient que Keaton és un tirador expert, tant la banda assassina dels Blinking Buzzards com l'home que volen matar l'acaben contractant. La pel·lícula acaba amb una persecució salvatge per una casa plena de passadissos secrets i trapes.

## Repartiment
- Buster Keaton - El nostre heroi (com a 'Buster' Keaton)
- Bartine Burkett - Miss Nickelnuser (sense acreditar)
- Ingram B. Pickett - Tiny Tim (vilà numerat) (sense acreditar)
- Charles Dorety - Membre de la banda (sense acreditar)
- Al St. John - Home in target practice (sense acreditar)

## Producció

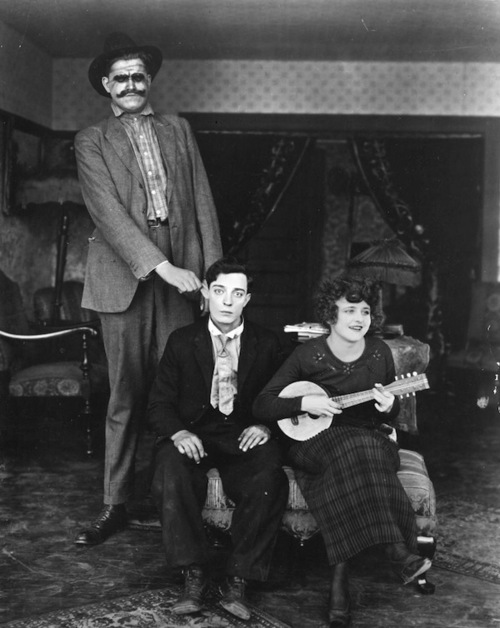
(L. to r.) Ingram B. Pickett, Keaton, i Bartine Burkett al plató

The High Sign va ser la primera producció independent de Keaton. En contrast amb la "bufetada violenta" de les pel·lícules que havia fet amb Fatty Arbuckle, aquest curtmetratge evidencia l'"estil de comèdia sec i tranquil" que es convertiria en la marca registrada de Keaton.
Les escenes de persecució climàtiques a l'interior de la casa tenen lloc en un conjunt de dos nivells, amb panells de paret giratoris, trapes i passadissos ocults a totes les habitacions. El rodatge va tenir lloc als estudis de la Comique Film Corporation recentment abandonada per Arbuckle. Keaton també va començar a treballar amb l'antic director de fotografia d'Arbuckle Elgin Lessley i el director tècnic Fred Gabourie, que va romandre amb ell fins que va signar amb MGM el 1929.

## Llançament
Encara que Keaton va completar The High Sign un any abans, va endarrerir el seu llançament perquè va sentir que imitava massa l'estil d'Arbuckle; també "pensava que els gags eren massa ridículs i intel·ligents per si mateixos". The High Sign es va publicar el 4 d'abril de 1921. En aquella època, Keaton s'havia trencat el turmell mentre filmava la primera versió de The Electric House i la seva empresa necessitava comercialitzar una nova pel·lícula.{{sfn|Keaton|Vance|2001|p=66–7} }

## Bandes sonores contemporànies
El guitarrista Bill Frisell va llançar una banda sonora de la pel·lícula el 1995 al seu àlbum The High Sign/One Week. The Rats & People Motion Picture Orchestra va estrenar la seva nova partitura per a la pel·lícula el 2008. Carl Davis va compondre una partitura original el 2017.